# Ul'ja
La Ul'ja è un fiume dell'Estremo Oriente Russo (Territorio di Chabarovsk), tributario del mare di Ochotsk.
Nasce dal versante orientale dei monti Džugdžur; scorre per la maggior parte del suo corso con direzione nordorientale, in una profonda valle scavata fra i monti Džugdžur e i monti della Ul'ja. Giunto nel basso corso aggira quest'ultima catena montuosa a nord e prende direzione est-sudest, mantenendola fino alla foce nel mare di Ochotsk, nei pressi del piccolo insediamento omonimo.
Il fiume è gelato, mediamente, da fine ottobre - primi di novembre a maggio.